# Шахта ім. 60-річчя Великої Жовтневої соціалістичної революції
ДВАТ «Шахта ім. 60-річчя Великої Жовтневої соціалістичної революції». Входить до ДХК «Жовтеньвугілля».
Фактичний видобуток 1007/680 т/добу (1990/1999). У 2003 р. видобуто 236 тис.т. Максимальна глибина 835 м (1990—1999).
Протяжність підземних виробок 35,9/37,5 км (1990/1999). У 1990—1999 розробляла пласт m3 потужністю 0,9-1,2 м, кут падіння 10-13о.
Пласт небезпечний з раптових викидів вугілля й газу. Кількість очисних вибоїв 2/3, підготовчих 9/8 (1990/1999).
Кількість працюючих: 1792/1365 чол., в тому числі підземних 1171/991 чол. (1990/1999).
Адреса: 86391, м. Жданівка, Донецької обл.